# Biểu tượng Mặt Trời

Biểu tượng mặt trời ở trung tâm mặt trống đồng Đông Sơn

Biểu tượng Mặt Trời là một biểu tượng thể hiện hình ảnh Mặt Trời. Các biểu tượng này có thể thấy trong phân tâm học, biểu tượng, ký hiệu học, chiêm tinh học, tôn giáo, thần thoại, huyền học, chiêm đoán, huy chương học, cờ học và nhiều lĩnh vực khác.

## Biểu tượng Mặt Trời

### Vòng tròn đối xứng

#### Đường tròn
Một đường tròn hay một vật hình đĩa có thể là biểu tượng Mặt Trời, ví dụ như quốc kỳ Nhật Bản, quốc kỳ Bangladesh, quốc kỳ thổ dân Úc, hay dạng 3 chiều trong xe ngựa Mặt Trời Trundholm.

#### Đường tròn với chấm và tâm
Đây là một ký hiệu cổ đại với đường tròn có dấu chấm bên trong (mã Unicode U+2609 ☉ hay U+2299 ⊙). Nó là biểu tượng thiên văn của Mặt Trời, hay trong Ai Cập cổ đại với ký hiệu Mặt Trời hay thần Ra trong hệ thống chữ tượng hình Ai Cập. Ký tự "Mặt Trời" hay "ngày" trong chữ Hán cổ cũng tương tự nhưng có hình vuông trong mã hiện đại: 日 (ri).

### Bốn phần đối xứng

#### Mặt Trời dấu thập
Mặt Trời dấu thập (🜨) thường được xem là biểu tượng cho bốn mùa và một năm nhiệt đới, vì vậy mà Mặt Trời (với ký hiệu thiên văn học nghĩa là "Trái Đất").

#### Mặt Trời cười
Mặt Trời cười được dùng cho vận động chống năng lượng nguyên tử trên thế giới từ thập niên 1970. Nó thể hiện sức mạnh của năng lượng Mặt Trời và năng lượng tái tạo thay vì năng lượng hạt nhân.

#### Shama giáo
Một vài trống sami shaman có biểu tượng Mặt Trời Beaivi của người Sami thể hiện ký hiệu Mặt Trời dấu thập.